# Neocompsa lenticula
Neocompsa lenticula är en skalbaggsart som beskrevs av Martins 1970. Neocompsa lenticula ingår i släktet Neocompsa och familjen långhorningar. Inga underarter finns listade i Catalogue of Life.